# Otto Stahl
Otto Stahl (* 12. September 1959 in Vöhrenbach; † 25. September 2022 bei Wolfach), mit bürgerlichem Namen Jürgen Otto Stahl, war ein deutschlandweit bekannter Eremit. Ursprünglich Anhänger des Franziskanerordens, zog er nach der Auflösung des Lazarus-Ordens, dem er angehörte, nach Wolfach und lebte dort bis zu seinem Tode 2022 eremitisch.

## Leben

### Jugend
Bruder Otto kam am 12. September 1959 im ländlichen Teil Vöhrenbachs zur Welt. Über sein frühes Leben ist nicht viel bekannt. Als Enkel eines lokal angesehenen Wilderers, zu dem er nach eigener Aussage ein gutes Verhältnis hatte, kam er schon früh mit der Natur in Verbindung.

### Junger Erwachsener und Involvierung in die Punk-Szene
Nach seiner abgeschlossenen Lehre zum Buchdrucker wurde Otto Stahl Mitglied einer Freiburger Hausbesetzergruppe. Er kam dort in Kontakt mit der Punkszene und wurde sporadischer Dieb und gelegentliches Fotomodel. Nach einiger Zeit versuchte er, sich das Leben zu nehmen, überlebte aber und entfernte sich in der Folge von beiden Szenen.
Im Alter von Ende zwanzig begegnete er einem japanischen Zen-Mönch. Begeistert von dessen Lebensart trat er dessen Orden in Kyōto bei und verblieb dort für drei Jahre als Mitglied. Aufgrund des strikten Ausländerrechts in Japan musste er den Orden jedoch verlassen und kehrte nach Deutschland zurück. Anschließend begann er seinen eremitischen Lebensstil.

### Eremitisches Wirken
Stahl, nun Anfang 30, begab sich in den christlichen Lazarus-Orden in Remscheid und absolvierte dort das Postulat, sowie das Noviziat. Nach dessen Auflösung schloss er sich dem "Dritten Orden" an, einer Gemeinschaft, dessen Angehörige nicht in Klöstern und meist eremitisch leben.
Nach einigen Zwischenstationen ließ er sich in Wolfach an der bekannten Jakobuskapelle nieder und lebte dort bis zu seinem Tode unter spartanischen Bedingungen. Seinen Lebensunterhalt verdiente er sich mit Seelsorge, Sterbebegleitung und Altenpflege.
Er war ebenso als Autor tätig, sein Buch "Fern der Welt und doch mittendrin – Mein Leben als Eremit" erschien im Oktober 2022. Bruder Stahl selbst erlebte die Veröffentlichung allerdings nicht mehr, er starb am 25. September nach langem Lungenkrebsleiden.

## Mediale Aufmerksamkeit
Im Zuge der Corona-Pandemie erlangte Bruder Stahl mediale Aufmerksamkeit. Sowohl der SWR als auch der Bayerische Rundfunk berichteten über ihn in Form von Videobeiträgen, zusätzlich zu einer langen Reihe an Artikeln, die alle um das Jahr 2020 erschienen.
Betont wurden dabei sein einfaches und spirituelles Leben, seine Beziehung zur Natur und seine betreuende Tätigkeit für die Jakobuskapelle.

## Werke
- gem. m. Bachmann Oliver: Fern der Welt und doch mittendrin – Mein Leben als Eremit: Wegweisende Impulse für alle Lebenslagen. Integral, München 2022, ISBN 978-3-641-28672-9.